# 5A busz (Tata)
A tatai 5A jelzésű autóbusz az Autóbusz-állomás és a Tóvároskert, vasúti megállóhely között közlekedik körjáratként a nyári tanszünetben. A viszonylatot a MÁV Személyszállítási Zrt. üzemelteti.

## Története
2017. december 10-étől érvényes KNYKK menetrendben szerepel ez a viszonylat. A viszonylatot a 2023. március 4-ei menetrend módosításakor szüntették meg.
A 2025-ös nyári menetrendben, ami június 21-én lép életbe, újra szerepel.

## Útvonala
| Autóbusz-állomás → Kertváros → Autóbusz-állomás |
| --- |
| Autóbusz-állomás (?) – Keszthelyi utca – Május 1. utca – Ady Endre utca – Vértesszőlősi út – – Erkel Ferenc utca – Deák Ferenc utca – Gábor Áron utca – Székely Bertalan utca – Baji út – Ady Endre utca – Május 1. út – Váralja utca – Autóbusz-állomás (Érk) |

## Megállóhelyei
Mivel a viszonylat csak a nyári tanszünetben közlekedik, így a nyári tanszüneti menetrend szerinti átszállási kapcsolatok vannak feltüntetve.
| 0  | Autóbusz-állomás (?) Induló állomás | Helyben: 3, 5AF, 5FA 804, 814, 8400, 8402, 8406, 8462, 8463, 8465, 8466, 8467, 8472, 8479, 8574, 8587, 8594, 8700, 8706, 8716, 8726, 8727, 8736, 8740 1824, 1841, 1850 Május 1. úton: 1, 1M, 1T, 1R, 2G, 5, 5AF, 5FA, 5T, 7, 7A, 8, 9, 9M |
| 2  | Városközpont                        | 1, 1M, 1T, 1R, 2G, 5, 5AF, 5FA, 5T, 7, 7A, 8, 9, 9M 804, 814, 8400, 8406, 8462, 8463, 8465, 8466, 8467, 8472, 8700, 8706, 8716 1824, 1841                                                                                                 |
| 4  | Kristály Szálló                     | 5, 5AF, 5FA, 5T 804, 814, 8400, 8462, 8463, 8465, 8466, 8467, 8472, 8479, 8716 1824, 1841, 1850 |
| 5  | Deák Ferenc utca                    | 5, 5AF, 5FA, 5T 804, 8400, 8462, 8463, 8465, 8466, 8467, 8472, 8479 1841 |
| 6  | Öveges József utca                  | 5, 5AF, 5FA, 5T 804, 8400, 8462, 8463, 8465, 8466, 8467, 8472 1841 |
| 7  | Erkel Ferenc utca                   | 5, 5AF, 5FA, 5T |
| 9  | Deák Ferenc utca 40.                | 5, 5AF, 5FA, 5T |
| 10 | Deák Ferenc utca 22.                | 5, 5AF, 5FA, 5T |
| 11 | Tóvároskert, vasúti megállóhely     | 5, 5AF, 5FA, 5T 8716 S10 G10 |
| 12 | Edzőtábor                           | 5, 5AF, 5FA, 5T 8716 |
| 13 | Tóvároskert, baji elágazás          | 5, 5AF, 5FA, 5T 8716 |
| 14 | Kristály Szálló                     | 5, 5AF, 5FA, 5T 804, 814, 8400, 8462, 8463, 8465, 8466, 8467, 8472, 8479, 8716 1824, 1841, 1850 |
| 16 | Városközpont                        | 1, 1M, 1T, 1R, 2G, 5, 5AF, 5FA, 5T, 7, 7A, 8, 9, 9M 804, 814, 8400, 8406, 8462, 8463, 8465, 8466, 8467, 8472, 8700, 8706, 8716 1824, 1841                                                                                                 |
| 18 | Autóbusz-állomás (Érk) Végállomás   | Helyben: 3, 5AF, 5FA 804, 814, 8400, 8402, 8406, 8462, 8463, 8465, 8466, 8467, 8472, 8479, 8574, 8587, 8594, 8700, 8706, 8716, 8726, 8727, 8736, 8740 1824, 1841, 1850 Május 1. úton: 1, 1M, 1T, 1R, 2G, 5, 5AF, 5FA, 5T, 7, 7A, 8, 9, 9M |

## Külső hivatkozások
- Vonalhálózati térképek. MÁV-csoport. (Hozzáférés: 2025. június 8.)